# Cal Ferrer (Sora)
Cal Ferrer és una casa de Sora (Osona) inclosa a l'Inventari del Patrimoni Arquitectònic de Catalunya.

## Descripció
Casa de planta rectangular construïda amb carreus irregulars i morter. En alguns dels murs encara és visible el parament de fang. Adossat a la façana principal hi ha un cos teulat, de dos pisos que a la planta baixa fa d'entrant a la casa i en el primer pis amplia l'habitatge.
La coberta és de teules a doble vessant.